# Otwell
Otwell – jednostka osadnicza w Stanach Zjednoczonych, w stanie Indiana, w hrabstwie Pike.